# Schloss Stammheim (Stuttgart)
Das Schloss Stammheim wurde 1579–1581 vom Hofbaumeister Heinrich Schickhardt im Auftrag der Herren Schertlin von Burtenbach erbaut. Die dreiflügelige Anlage mit Treppenturm steht im Zentrum des im Norden Stuttgarts gelegenen Stadtteils Stammheim. Sie liegt rund einhundert Meter nordwestlich der Johanniskirche.
Der letzte Ritter Stammheims ließ das Schloss bauen, danach ging das Anwesen in den Besitz einer Freifrau, dann eines Kaufmanns und anschließend eines Fabrikanten.

## Heutige Nutzung
Bereits seit 1882 ein Altenheim, wird das 2002 umfangreich sanierte Schloss heute als Altenheim der Stiftung Evangelische Altenheimat genutzt.